# 55 Fifty Five
55 Fifty Five war eine zwölfköpfige Musikgruppe aus Berlin, die von 2008 bis 2012 existierte und selbst geschriebene Musik im Bereich Rock – Blues – Jazz spielte. 

## Geschichte
Bandleader Andreas Hommelsheim stellte die Band 2008 zunächst nur für eine Geburtstagsüberraschung zusammen. Der erste Live-Auftritt in der Kulturbrauerei in Berlin 2009 wurde von den 500 Zuschauern positiv aufgenommen, so dass die Band beschloss, zusammen zu bleiben und den Mitschnitt des Konzerts unter dem Titel Live in Berlin (2010) zu veröffentlichen. Danach spielten sie unter anderem Ende 2010 als Vorgruppe von Kool and the Gang im Tempodrom in Berlin und füllte regelmäßig das Quasimodo, einen Musikclub in Berlin. Sie traten auch zusammen mit Dave Samuels auf. 2012 trennte sich die Band.

## Besetzung
- Henrik „Ille“ Ilgner (Lead-Gesang)
- Andreas Hommelsheim (Songwriter, Keyboard)
- Torsten „Todd“ Wagner (Gitarre)
- Simon Pauli (Bass)
- Lutz Halfter (Schlagzeug)
- Corie Townsend (Gesang)
- Therese Pitt (Gesang)
- Tina Hänsch (Gesang)
- Gerald Meier (Posaune)
- Frank „Fratsch“ Fritsch (Saxophon, alto, tenor, baritone)
- David „Skip“ Reinhard (Trompete)
- Jarek Jeziorowski (Saxophon, tenor)

## Diskografie
- 2010: Live in Berlin (Blackbird Records)